# Madina Salim
Madínat Sàlim (àrab: مدينة سالم, Madīnat Sālim) era la capital musulmana d'ath-Thaghr al-Àwsat (marca mitja), construïda sobre la Ocilis romana i que es correspon amb l'actual Medinaceli.
La ciutat es va repoblar per Sàlim ibn Waramai, un amazic masmuda, reutilitzant-ne la muralla romana en ruïnes i aixecant una nova, i construint la porta de ponent. Era una posició estratègica pels omeies i al-Idrissí la descriu com una ciutat gran amb moltes cases, jardins i hortes. L'alcassaba de la vila, de doble recinte trapezoïdal amb torres semicirculars, es trobava a l'extrem occidental de la muralla romana, però avui només resten les corts per als cavalls del soterrani. Al segle ix es va començar a despoblar i estava quasi abandona quan fou restaurada pel califa Abd-ar-Rahman III (929-961), segons un testimoni citat per Ibn Idharí el 946. La reconstrucció la va fer el general Ghàlib i hi van participar totes les guarnicions de la zona. Al segle x fou el lloc d'on sortien normalment les expedicions contra els cristians i quan convenia era el lloc on es replegaven. Ghàlib va restar governador de la ciutat i de tota la Marca Mitjana fins a la pujada al poder d'Almansor que el va eliminar. Almansor, fugint de la derrota de la batalla de Calatañazor, va anar a morir a Madínat Sàlim el 10 d'agost del 1002, però es desconeix la ubicació de la tomba.
Al segle xi i xii fou atacada i ocupada diverses vegades pels cristians. El 1083 la va ocupar Alfons VI de Castella, però els musulmans la van recuperar tot seguit. Fou presa per Alvar Fáñez el 1104 i recuperada novament pels musulmans; altre cop presa per Alfons I d'Aragó el 1123 amb caràcter definitiu. Fou la darrera posició musulmana en caure a la comarca. El 1129 els aragonesos la van cedir a Castella.
No s'ha de confondre amb Madínat Ibn as-Sàlim que és la moderna Grazalema a la província de Sevilla.